# Veveriță dungată
Veverița dungată (Tamias striatus) sau veverița cu fălci este o specie care populează estul Americii de Nord. Este singurul membru al subgenului Tamias, uneori clasificat ca gen separat, fiind astfel înrudită cu veverița siberiană. 

## Descriere

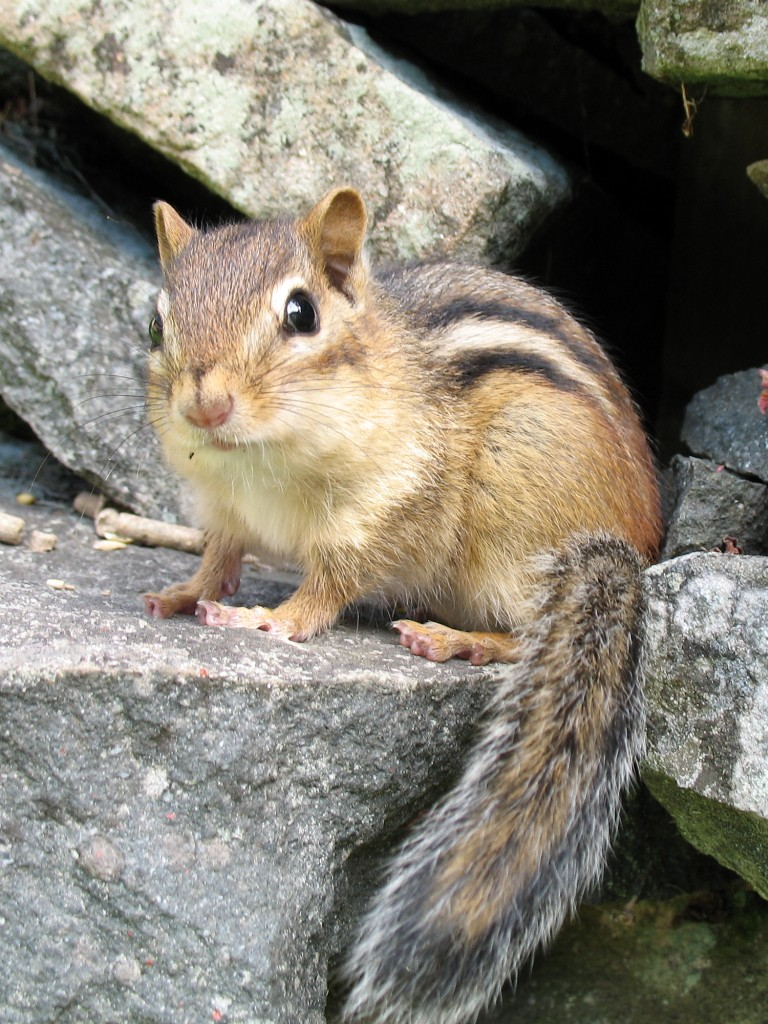
Veveriță dungată

O specie mică, atinge 30 cm lungime inclusiv coadă și 66 – 150 g greutate. Pe partea superioară a corpului blana este brună-roșiatică, pe spate având cinci dungi maro-închis în contrast cu patru dungi maro-deschis. Pe partea inferioară a corpului blana este mai deschisă. Coada este de culoare închisă. Are o dungă galben-închis, ce pornește de la vibrise spre urechi și o dungă de culoare deschisă deasupra ochilor. Această specie are patru degete la membrele anterioare și cinci la membrele posterioare.

## Habitat
Veverița dungată trăiește în pădurile cu frunză căzătoare și în parcurile din estul Statelor Unite și sudul Canadei. Preferă locațiile cu stânci, tufișuri și îngrămădiri de bușteni care să-i ofere adăpost.

## Comportament
Veverița dungată poate să se cațăre bine în copaci, dar sapă vizuini subterane cu sisteme vaste de tuneluri, deseori cu mai multe intrări. Ca să le ascundă construcția, cară pământul scos într-un alt loc în pungile din fălci. De asemenea acoperă vizuina cu frunze, pietricele, bețișoare și alte materiale, făcând-o și mai dificil de observat. Scoate câteva sunete păcănitoare sau asemănătoare celor de pasăre; unul este un tril cu frecvența de 130 de vibrații pe minut, celălalt un sunet jos, țăcănitor.

### Hrană
În principal este activă ziua, petrecându-și cea mai mare parte a timpului hrănindu-se. Preferă bulbi, semințe, fructe, nuci, plante verzi, ciuperci, insecte, viermi și ouă de pasăre. Ca și ceilalți membri ai acestui gen transportă hrana în pungile din fălci.

### Ciclul de viață
Veverița dungată își apără vizuina și duce un mod de viață solitar, cu excepția perioadei de împerechere. Femelele au una sau două fătări pe an, aducând pe lume de la trei până la cinci pui. Cele două perioade de împerechere sunt din februarie până în aprilie și din iunie până în august. Iarna poate să cadă în letargie pe un timp îndelungat, însă nu hibernează cu adevărat. 
Printre prădătorii veveriței dungate se numără șoimii, bufnițele, vulpile, ratonii, șerpii, nevăstuicile, coioții, râșii, cânii și pisicile domestice. În medie trăiesc peste trei ani în sălbăticie, dar în captivitate pot să ajungă și la opt ani de viață.